# Ligne 154 (chemin de fer slovaque)
Pour les articles homonymes, voir Ligne 154.
La ligne 154 des chemins de fer slovaques relie Hronská Dúbrava à Banská Štiavnica.

## Histoire

### Mise en service
- Écartement 1000 mm

Banská Štiavnica - Hronská Dúbrava 10 août 1873
- Écartement 1435 mm

Banská Štiavnica - Hronská Dúbrava 29 octobre 1949 après reconstruction.